# Hazardous Mutation
Albums de Municipal Waste
Waste 'em All The Art of Partying
(2007)
Hazardous Mutation est le deuxième album studio du groupe de Thrash metal américain Municipal Waste. L'album est sorti le 20 septembre 2005 sous le label Earache Records.
Hazardous Mutation a pour principaux thèmes les zombies et les monstres.
L'album a aussi été sorti en édition spéciale avec en plus un DVD d'un de leurs concerts.
L'illustration de la pochette de l'album a été faite par Ed Repka, qui a également fait celles de groupes comme Megadeth, Death, Massacre, Nuclear Assault, Merciless Death. L'illustration représente des zombies errant dans une ville.

## Musiciens
- Tony Foresta - Chant
- Ryan Waste - Guitare, Chant
- Land Phil - Basse, Chant
- Dave Witte - Batterie

## Liste des morceaux
1. Intro/Deathripper - 2:19
2. Unleash the Bastards - 1:57
3. The Thing - 1:53
4. Blood Drive - 1:13
5. Accelerated Vision - 1:26
6. Guilty of Being Tight - 1:53
7. Set to Destruct - 2:01
8. Hazardous Mutation - 1:20
9. Nailed Casket - 1:36
10. Abusement Park - 1:00
11. Black Ice - 0:24
12. Mind Eraser - 2:17
13. Terror Shark - 1:43
14. The Thrashin' of the Christ - 2:30
15. Bangover - 2:38

### Liste des morceaux du DVD
1. Intro
2. Deathripper
3. Drunk as Shit
4. Mind Eraser
5. Unleash the Bastards
6. The Thrashin' of the Christ
7. Sweet Attack
8. Mutants of War
9. Blood Drive
10. Accelerated Vision
11. New Song
12. Terror Shark
13. Toxic Revolution
14. Substitute Creature
15. Waste 'Em All
16. Bangover